# Carlos Alberto Brenes Jarquín

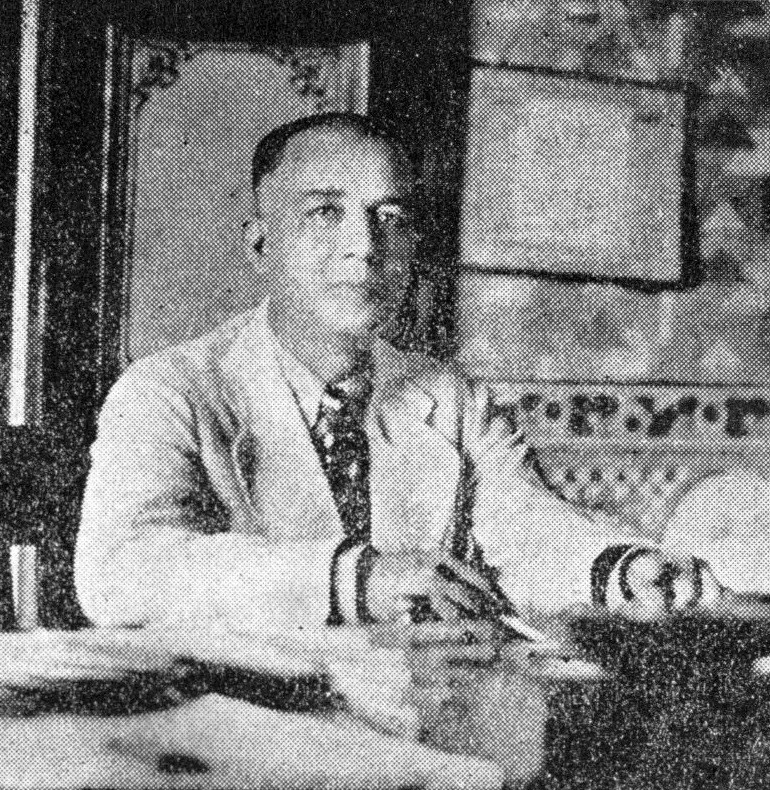
Carlos Alberto Brenes Jarquín

Carlos Alberto Brenes Jarquín (* 2. Dezember 1884 in Masaya; † 2. Januar 1942 Managua) war vom 9. Juni 1936 bis 1. Januar 1937 Präsident von Nicaragua.

## Leben
Carlos Alberto Brenes Jarquín kam in einer Familie zur Welt, welche traditionell der Partido Conservador de Nicaragua angehörte. Carlos Alberto Brenes Jarquín schloss sein Studium an der Universidad de San Carlos de Guatemala als Doktor der Humanmedizin ab. In Guatemala herrschte zu dieser Zeit Manuel José Estrada Cabrera vom Partido Liberal. Carlos Alberto Brenes Jarquín wurde Mitglied des Partido Liberal Nacionalista. Unmittelbar nach dem Studium in Guatemala machte er ein Aufbaustudium in San Francisco, wo er auch in der Partido Liberal aktiv war.
Nach der Rückkehr aus den USA wurde er Abgeordneter im Parlament und Parlamentspräsident. Im Juni 1936 bestimmte ihn das Parlament dazu, die Amtsperiode von Juan Bautista Sacasa vom 9. Juni 1936 bis zum 1. Januar 1937 zu beenden, nach dem Sacasa von seinem Neffen Anastasio Somoza García weggeputscht worden war. Die Wahl von Carlos Alberto Brenes Jarquín zum Präsidenten wurden vom Partido Conservador, vom Partido Liberal wie auch dem diplomatischen Corps, welches vom US-Botschafter Arthur Bliss Lane geleitet wurde, befürwortet. Mitte November 1936 hielt Brenes eine Radioansprache. Im November 1936 wurden Präsidentschaftswahlen abgehalten, bei welchen erwartungsgemäß Anastasio Somoza García zum Präsidenten gewählt wurde.